# 2008年北京オリンピックのイスラエル選手団
2008年北京オリンピックのイスラエル選手団（2008ねんペキンオリンピックのイスラエルせんしゅだん）は、2008年8月8日から8月24日にかけて中国の北京を主として開催された2008年北京オリンピックのイスラエル選手団、およびその競技結果。

## 概要
今大会は銅メダル1個を獲得した。

## メダル
| メダル | 選手名           | 競技       | 種目       |
| ------ | ---------------- | ---------- | ---------- |
| 銅     | シャハル・ツバリ | セーリング | 男子RS-X級 |

## 種目別選手・スタッフ名簿及び成績

### 水泳

#### 競泳
- Nimrod・シャピラ（男子100m自由形）
- Guy Barnea（男子100m背泳ぎ）
- Tom Beeri（男子100m平泳ぎ・200m平泳ぎ）
- Nimrod Shapira Bar-Or（男子200m自由形）
- Itai Chammah（男子200m背泳ぎ）
- Alon Mandel（男子200mバタフライ）
- Gal Nevo（男子400m個人メドレー）

#### シンクロナイズドスイミング
- アナスタシア・グルシュコフ - デュエット15位

### テニス
- ジョナサン・エルリック - ダブルス1回戦敗退
- アンディ・ラム - ダブルス1回戦敗退

### 体操競技

#### 新体操
- ヴェロニカ・ヴィテンベルク - 団体6位

### 柔道
- ガル・イエクティエル - 男子60kg級準々決勝敗退
- アリエル・ゼエビ - 男子100kg級2回戦敗退